# Dipterocarpus costatus
Dipterocarpus costatus är en tvåhjärtbladig växtart som beskrevs av Gaertn. f.. Dipterocarpus costatus ingår i släktet Dipterocarpus och familjen Dipterocarpaceae. Inga underarter finns listade i Catalogue of Life.

## Bildgalleri

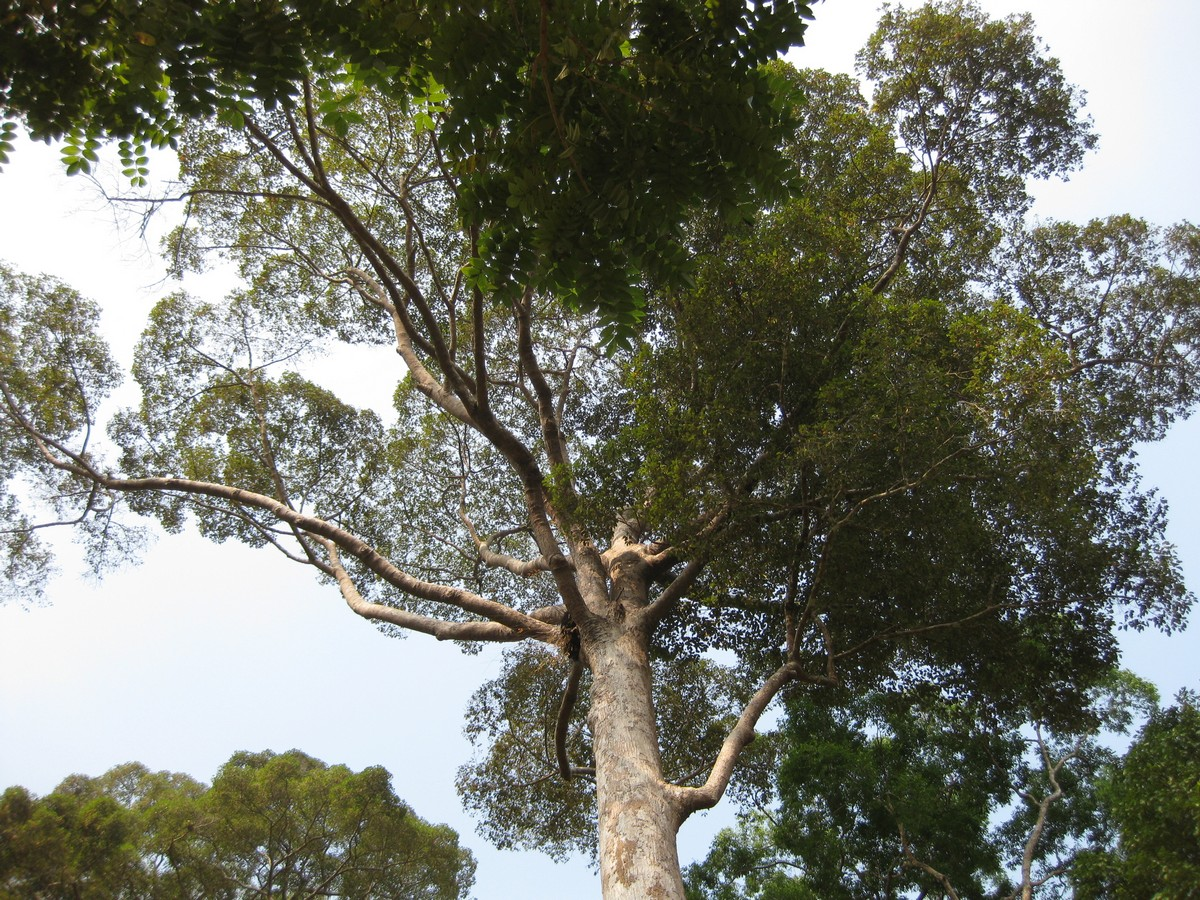
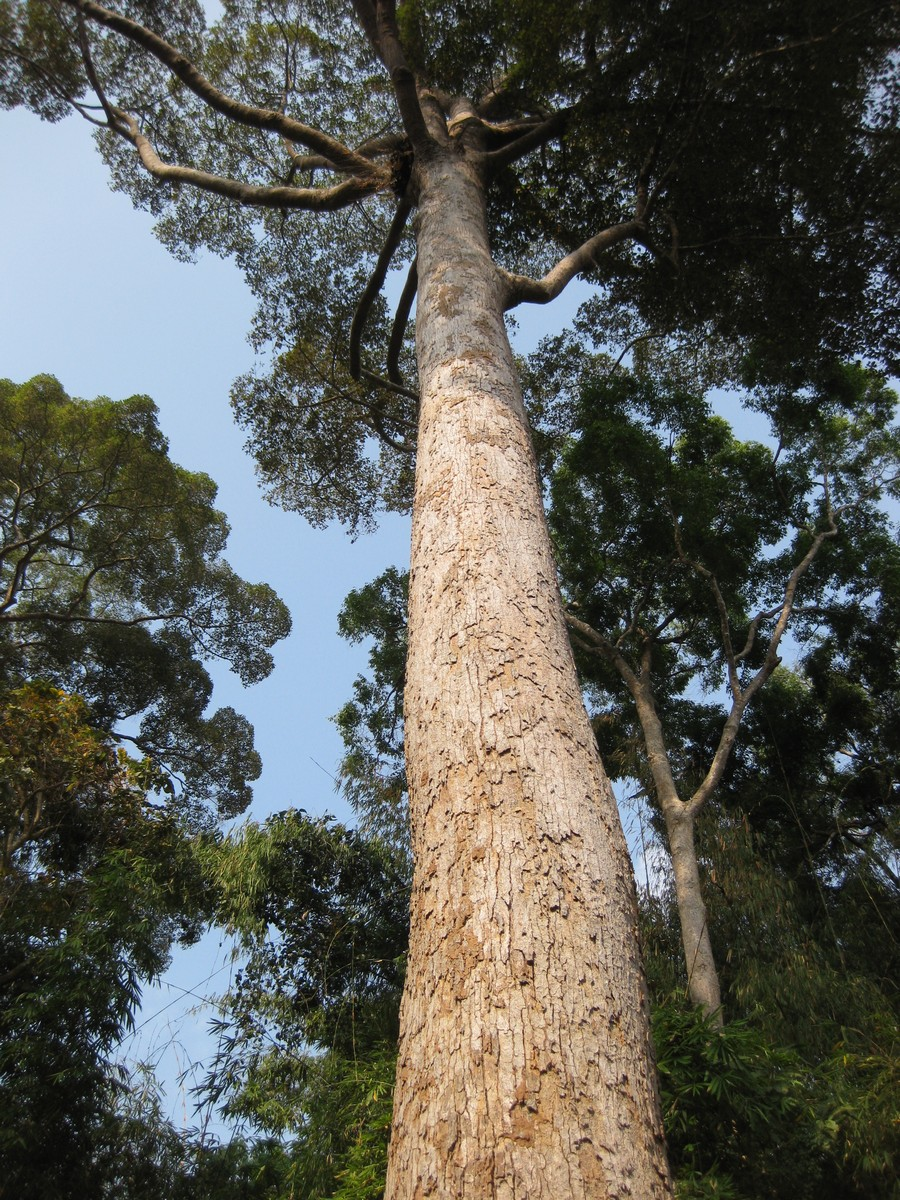
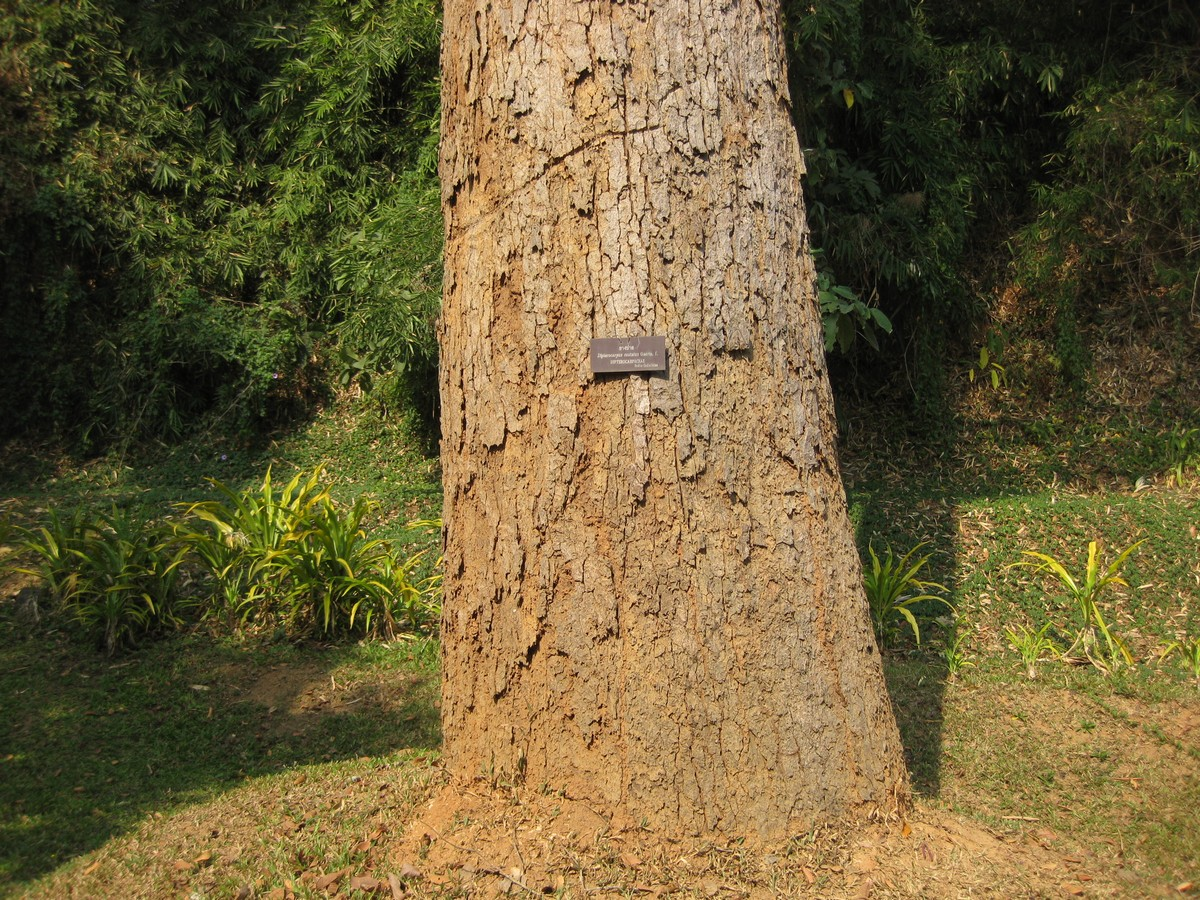
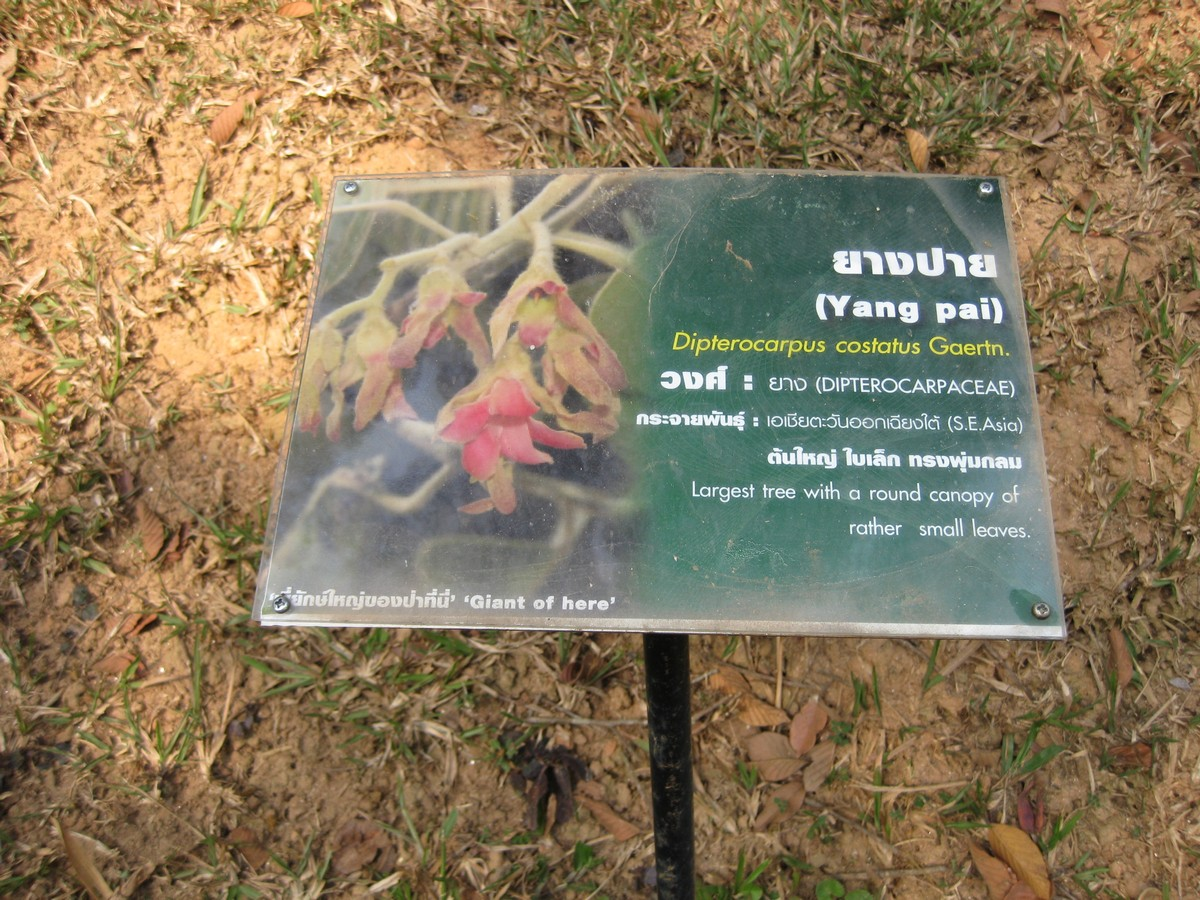